# Campeonato Europeu de Patinação Artística no Gelo de 1985
O Campeonato Europeu de Patinação Artística no Gelo de 1985 foi a septuagésima sétima edição do Campeonato Europeu de Patinação Artística no Gelo, um evento anual de patinação artística no gelo organizado pela União Internacional de Patinação (em inglês:  International Skating Union) onde os patinadores artísticos competem pelo título de campeão europeu. A competição foi disputada entre os dias 4 de fevereiro e 10 de fevereiro, na cidade de Gotemburgo, Suécia.

## Eventos
- Individual masculino
- Individual feminino
- Duplas
- Dança no gelo

## Medalhistas
| Evento                        | Ouro                                                  | Prata                                                 | Bronze                                              |
| Individual masculino detalhes | Jozef Sabovčík · Tchecoslováquia                      | Vladimir Kotin · União Soviética                      | Grzegorz Filipowski · Polónia                       |
| Individual feminino detalhes  | Katarina Witt · Alemanha Oriental                     | Kira Ivanova · União Soviética                        | Claudia Leistner · Alemanha Ocidental               |
| Duplas detalhes               | Elena Valova · Oleg Vasiliev · União Soviética        | Larisa Selezneva · Oleg Makarov · União Soviética     | Veronika Pershina · Marat Akbarov · União Soviética |
| Dança no gelo detalhes        | Natalia Bestemianova · Andrei Bukin · União Soviética | Marina Klimova · Sergei Ponomarenko · União Soviética | Petra Born · Rainer Schönborn · Alemanha Ocidental  |

## Resultados

### Individual masculino
| Pos.              | Nome                  | Nacionalidade      |
| ----------------- | --------------------- | ------------------ |
| Medalha de ouro   | Jozef Sabovčík        | Tchecoslováquia    |
| Medalha de prata  | Vladimir Kotin        | União Soviética    |
| Medalha de bronze | Grzegorz Filipowski   | Polônia            |
| 4                 | Heiko Fischer         | Alemanha Ocidental |
| 5                 | Falko Kirsten         | Alemanha Oriental  |
| 6                 | Viktor Petrenko       | União Soviética    |
| 7                 | Fernand Fédronic      | França             |
| 8                 | Richard Zander        | Alemanha Ocidental |
| 9                 | Lars Åkesson          | Suécia             |
| 10                | Petr Barna            | Tchecoslováquia    |
| 11                | Alessandro Riccitelli | Itália             |
| 12                | Nils Köpp             | Alemanha Oriental  |
| 13                | Ralf Burghart         | Áustria            |
| 14                | Lars Dresler          | Dinamarca          |
| 15                | Stephen Pickavance    | Reino Unido        |
| 16                | Oula Jääskeläinen     | Finlândia          |
| 17                | Wojciech Gwinner      | Polônia            |
| 18                | Imre Raábe            | Hungria            |
| 19                | Ed van Campen         | Países Baixos      |
| 20                | Fernando Soria        | Espanha            |
| WD                | Oliver Höner          | Suíça              |

### Individual feminino
| Pos.              | Nome                     | Nacionalidade      |
| ----------------- | ------------------------ | ------------------ |
| Medalha de ouro   | Katarina Witt            | Alemanha Oriental  |
| Medalha de prata  | Kira Ivanova             | União Soviética    |
| Medalha de bronze | Claudia Leistner         | Alemanha Ocidental |
| 4                 | Simone Koch              | Alemanha Oriental  |
| 5                 | Anna Kondrashova         | União Soviética    |
| 6                 | Natalia Lebedeva         | União Soviética    |
| 7                 | Claudia Villiger         | Suíça              |
| 8                 | Patricia Neske           | Alemanha Ocidental |
| 9                 | Agnès Gosselin           | França             |
| 10                | Susan Jackson            | Reino Unido        |
| 11                | Sandra Cariboni          | Suíça              |
| 12                | Constanze Gensel         | Alemanha Oriental  |
| 13                | Lotta Falkenbäck         | Suécia             |
| 14                | Elise Ahonen             | Finlândia          |
| 15                | Tamara Téglássy          | Hungria            |
| 16                | Katrien Pauwels          | Bélgica            |
| 17                | Florence Copp            | França             |
| 18                | Sabine Paal              | Áustria            |
| 19                | Beatrice Gelmini         | Itália             |
| 20                | Paola Tosi               | Itália             |
| 21                | Connie Sjoholm-Jorgensem | Dinamarca          |
| 22                | Nevenska Lisak           | Iugoslávia         |
| 23                | Vibeke Sørensen          | Noruega            |
| 24                | Gabriella Balova         | Tchecoslováquia    |
| 25                | Tjin Li Wang             | Países Baixos      |
| 26                | Marta Olozagarre         | Espanha            |

### Duplas
| Pos.              | Nome                              | Nacionalidade      |
| ----------------- | --------------------------------- | ------------------ |
| Medalha de ouro   | Elena Valova / Oleg Vasiliev      | União Soviética    |
| Medalha de prata  | Larisa Selezneva / Oleg Makarov   | União Soviética    |
| Medalha de bronze | Veronika Pershina / Marat Akbarov | União Soviética    |
| 4                 | Birgit Lorenz / Knut Schubert     | Alemanha Oriental  |
| 5                 | Manuela Landgraf / Ingo Steuer    | Alemanha Oriental  |
| 6                 | Claudia Massari / Daniele Caprano | Alemanha Ocidental |
| 7                 | Lenka Knapova / René Novotný      | Tchecoslováquia    |
| WD                | Dagmar Kovarova / Jozef Komar     | Tchecoslováquia    |

### Dança no gelo
| Pos.              | Nome                                  | Nacionalidade      |
| ----------------- | ------------------------------------- | ------------------ |
| Medalha de ouro   | Natalia Bestemianova / Andrei Bukin   | União Soviética    |
| Medalha de prata  | Marina Klimova / Sergei Ponomarenko   | União Soviética    |
| Medalha de bronze | Petra Born / Rainer Schönborn         | Alemanha Ocidental |
| 4                 | Karen Barber / Nicholas Slater        | Reino Unido        |
| 5                 | Natalia Annenko / Genrikh Sretenski   | União Soviética    |
| 6                 | Kathrin Beck / Christoff Beck         | Áustria            |
| 7                 | Isabella Micheli / Roberto Pelizzola  | Itália             |
| 8                 | Jindra Hola / Karol Foltan            | Tchecoslováquia    |
| 9                 | Klára Engi / Attila Tóth              | Hungria            |
| 10                | Antonia Becherer / Ferdinand Becherer | Alemanha Ocidental |
| 11                | Sharon Jones / Paul Askham            | Reino Unido        |
| 12                | Marine Olivier / Philippe Boissier    | França             |
| 13                | Brunhilde Bianchi / Walter Rizzo      | Itália             |
| 14                | Isabelle Cousin / Martial Mette       | França             |
| 15                | Gaby Schuppli / Markus Merz           | Suíça              |
| 16                | Asa Agblad / Christer Thornell        | Suécia             |

## Quadro de medalhas
| Ordem | País               | Medalha de ouro | Medalha de prata | Medalha de bronze |    | Ordem por total |
| ----- | ------------------ | --------------- | ---------------- | ----------------- | -- | --------------- |
| 1     | União Soviética    | 2               | 4                | 1                 | 7  | 1               |
| 2     | Alemanha Oriental  | 1               |                  |                   | 1  | 3               |
| 3     | Tchecoslováquia    | 1               |                  |                   | 1  | 3               |
| 4     | Alemanha Ocidental |                 |                  | 2                 | 2  | 2               |
| 5     | Polónia            |                 |                  | 1                 | 1  | 3               |
| TOTAL | TOTAL              | 4               | 4                | 4                 | 12 | —               |